# Verschansing (schip)
De verschansing is een gesloten of open borstwering langs de zijden van het bovendek van een schip, ter beveiliging van de opvarenden.

## Vaste verschansing

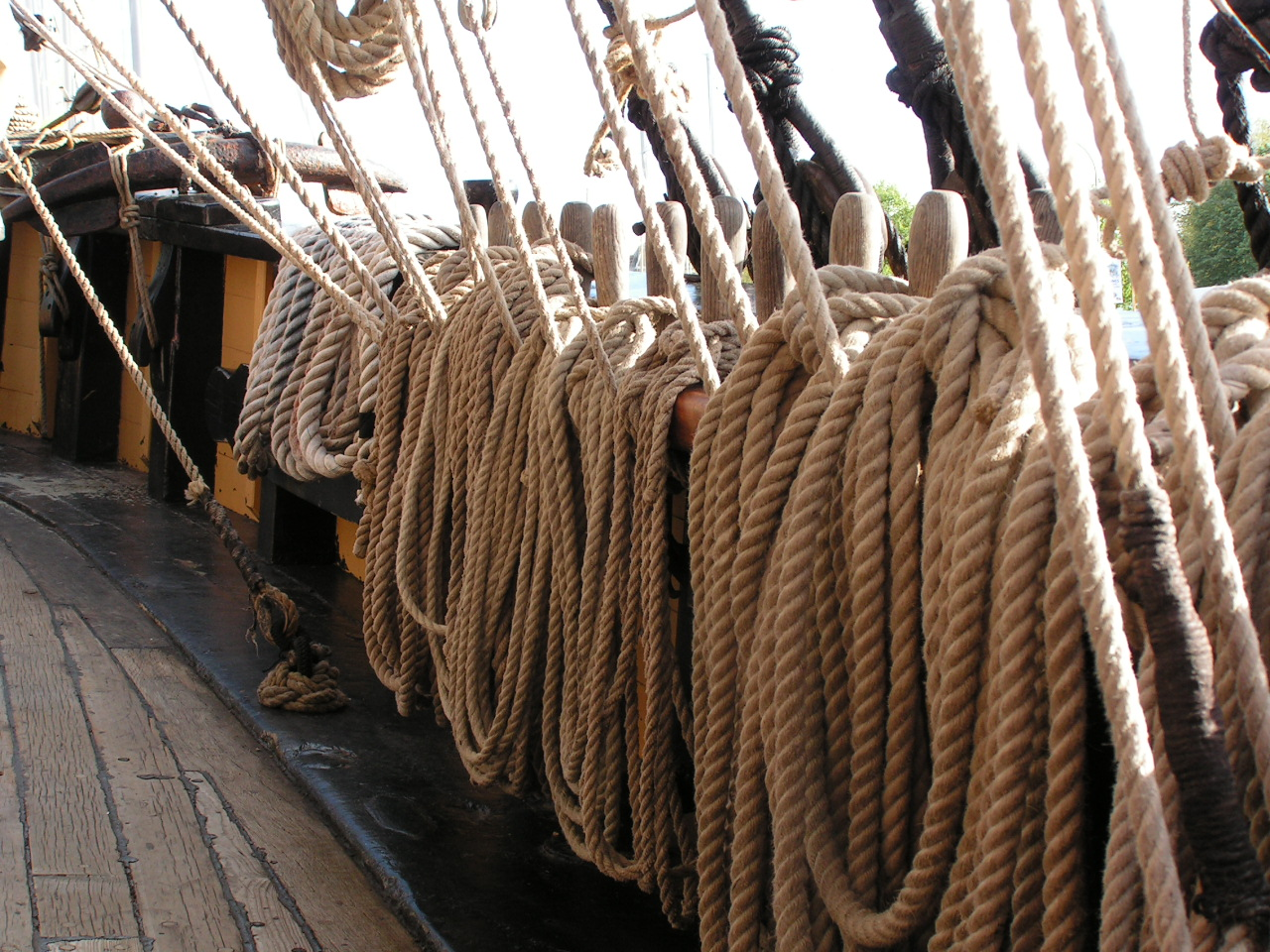
Voorbeeld van een verschansing

De huid die boven het dek uitsteekt. Bij de vroegere zeilschepen diende de vaste verschansing het dek zolang mogelijk droog te houden, omdat de bemanning steeds aan dek bezig was om de zeilmanoeuvres uit te voeren. In het gevecht kon de bemanning zich er achter verschansen of verdekt opstellen. Bovendien werd met een verschansing voorkomen dat voorwerpen, die zich aan dek bevonden, konden wegspoelen. Ook konden repen er op worden belegd en het staand tuig er op worden vastgezet. Om het overgekomen water weer weg te kunnen laten vloeien werden in deze verschansing spuigaten aangebracht.
Hoeveelheden water, die bij een slingerend schip en minder goed werkende spuigaten aan dek tegen een vaste gesloten verschansing komen te staan, verminderen de stabiliteit van het schip. Het is voorgekomen dat door de dynamische werking van het overkomende water aan dek de verschansing zodanig werd belast, dat ze over de gehele lengte of over een groot gedeelte daarvan naar buiten is omgebogen en soms is afgebroken. Daarmee is een gesloten verschansing geen voldoende betrouwbare beveiliging tegen overboord spoelen.

## Reling

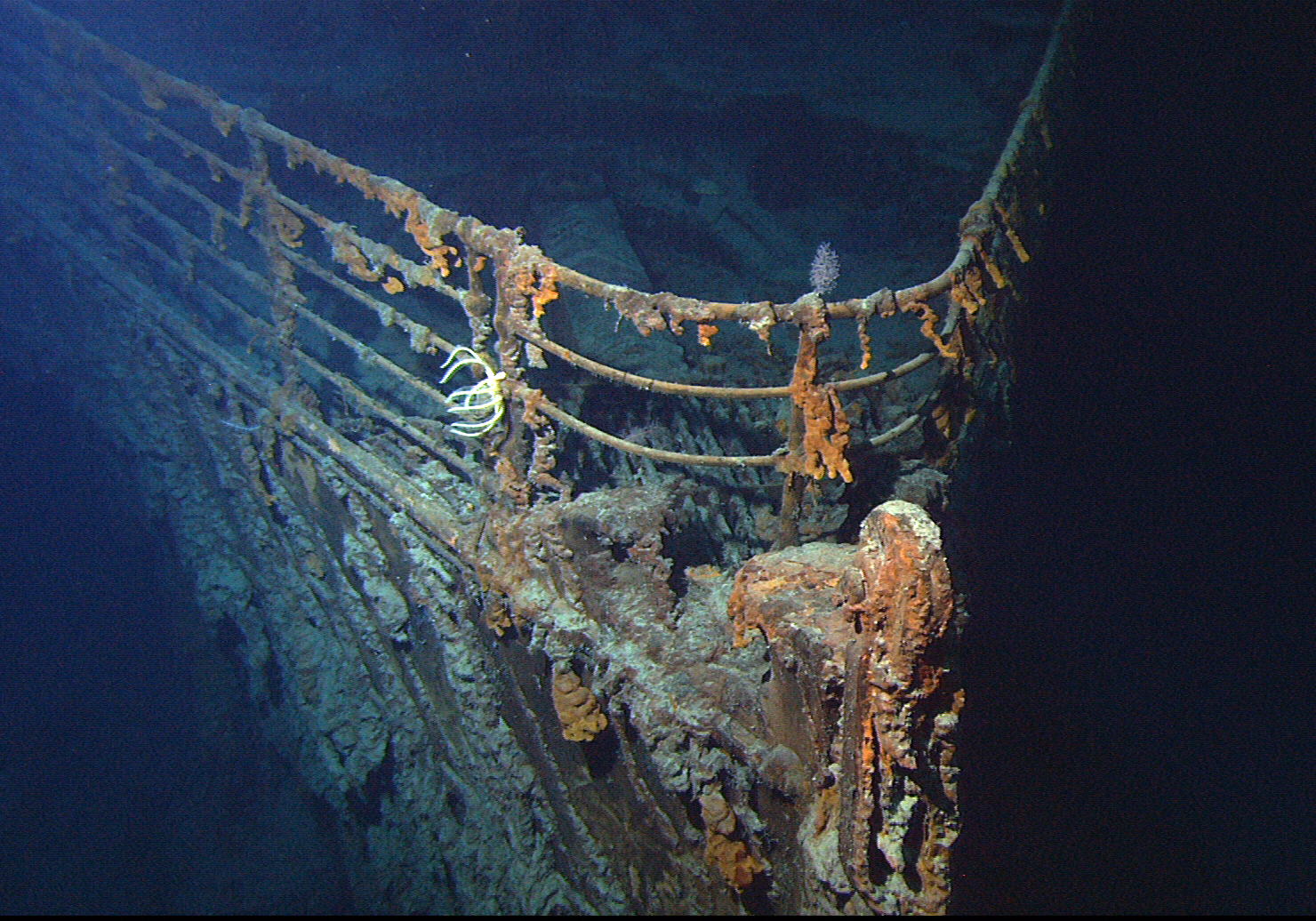
Voorbeeld van een reling

Bij het hekwerk van een open reling is dit gevaar veel kleiner, omdat deze veel minder weerstand biedt aan de bewegende massa’s water. Een stortzee wordt bij een open reling op haar weg dwars over het dek hoegenaamd niet tegengehouden, zodat die met dezelfde golf het dek weer verlaat en het dek al droog is, wanneer de volgende golf aankomt. Mensen die zich aan dek bevinden tijdens het overkomen van een stortzee worden tegen de reling geworpen, terwijl het water wegloopt. Bij een vaste verschansing is de kans zeer groot, dat de mensen met het water over de verschansing wegspoelen.
Bovendien zal bij het gemeerd liggen het relingwerk veel minder beschadigd worden dan de vaste verschansing, omdat de scepters meer naar binnen gezet kunnen worden en niet, evenals de vaste verschansing, in het verlengde van de huid behoeven te liggen.